# Fühlhebelmessgerät

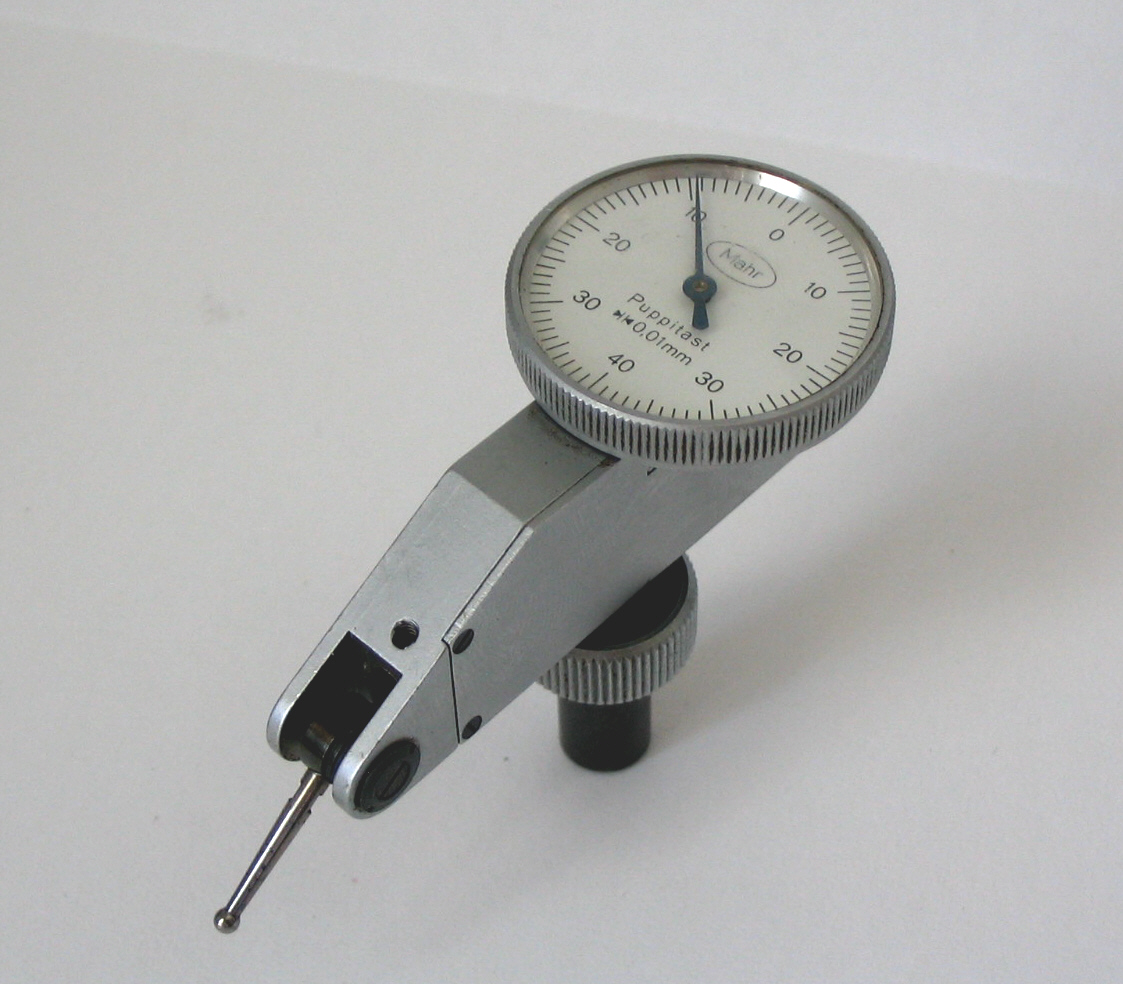
Fühlhebelmessgerät

Ein Fühlhebelmessgerät (umgangssprachlich auch Puppitaster genannt) ist ein spezielles Längenmessgerät ähnlich einer Messuhr, jedoch mit winkelbeweglichem Messfühler für geringe Längenunterschiedsmessungen. Aufgrund der Bauform eignet es sich besonders für Rundlaufprüfungen beispielsweise an der Drehmaschine, da nicht wie bei der Messuhr oder beim Feinzeiger der Messbolzen verkanten kann. Die flache Bauform lässt weiterhin ein Messen unter engen Platzverhältnissen, wie sie oft beim Rüsten an Werkzeugmaschinen auftreten, zu.
Fühlhebelmessgeräte messen immer in zwei Richtungen. Messwerte können bei analogen Geräten anhand der gegensätzlichen Strichskala leicht abgelesen werden. Um den korrekten Messwert direkt zu erhalten, muss der Hebel parallel zur Messfläche liegen. Ist der Winkel zu groß, kann der Messwert rechnerisch korrigiert werden. Der Messbereich liegt in der Regel zwischen 0,01 und 0,5 mm, während die Messabweichungen denen der Messuhr entsprechen. Die Messfläche am Tasthebel besteht oft aus verschleißarmen Werkstoffen wie Hartmetall oder Rubin.

## Normen und Standards
- DIN 2270 -88 Fühlhebelmessgeräte[1]